# Alfred Lion

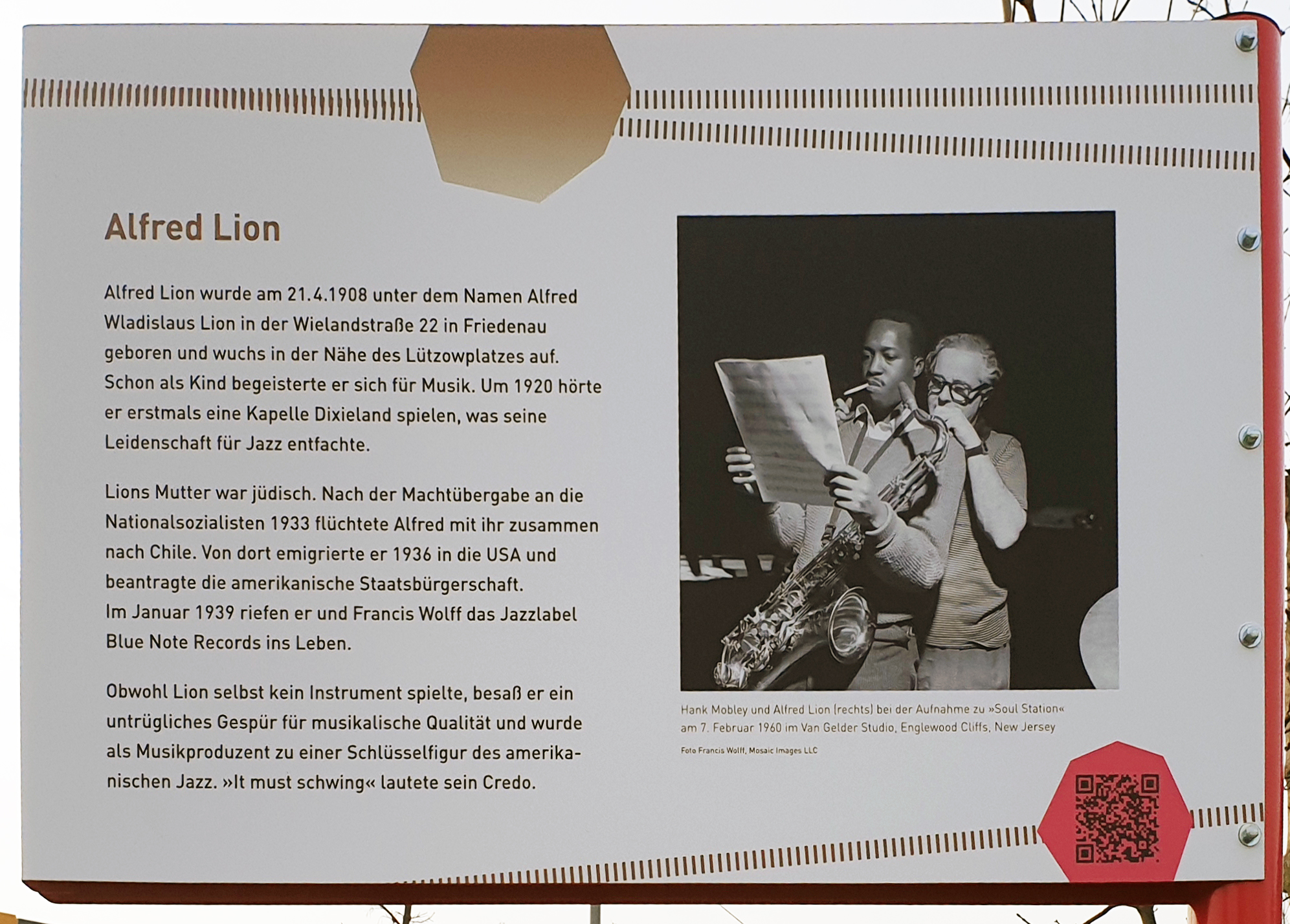
Gedenktafel am Alfred-Lion-Steg, in Berlin-Schöneberg

Alfred Wladislaus Lion (angeblich eigentlich Alfred Löw) (* 21. April 1908 in Schöneberg bei Berlin; † 2. Februar 1987 in San Diego, Kalifornien), war einer der Gründer des Jazz-Plattenlabels Blue Note, das heute einen legendären Ruf als „Inbegriff des Jazzlabels“ genießt.

## Jugend im Berlin der 1920er Jahre
Lion wurde 1908 im Haus Wielandstraße 22 der noch selbständigen Stadt Schöneberg geboren. Er zeigte schon als Kind eine ausgesprochene Begeisterung für die Musik, wobei bezeichnend ist, wie seine Leidenschaft sich nicht etwa dergestalt auswirkte, dass der Junge sich die Mühe gemacht hätte, ein Musikinstrument richtiggehend zu erlernen. Vielmehr widmete er seine Aufmerksamkeit den damals ganz neuen Medien Radio und Schallplatte und legte seinen Ehrgeiz offenbar schon frühzeitig in die Aufgabe, ein kompetenter Musikhörer zu sein. Obendrein ergab sich aus den Zeitumständen eine besonders glückliche Konstellation für live gespielte Musik: Lions Heimatbezirk Schöneberg wurde 1920 nach Groß-Berlin eingemeindet, und vor allem die Gegend um den Nollendorfplatz entwickelte sich in der Folge zu einem der eigentlichen Schauplätze der Goldenen Zwanziger in Deutschland. Die seinerzeit aktuellen Strömungen in allen Bereichen der Unterhaltungskultur wurden im „Neuen Westen“ wesentlich schneller und bereitwilliger aufgenommen, als an der aus der Kaiserzeit her etablierten Amüsiermeile in der Friedrichstadt und um den Boulevard Unter den Linden.
1925 hörte der 16-jährige Alfred Lion ein Berliner Gastspiel der Revue Chocolate Kiddies, die von der Band des damals in New York populären schwarzen Jazzpianisten Sam Wooding musikalisch begleitet wurde. Während des Berlin-Aufenthalts der Band entstand eine Fotografie der Musiker im Vox-Schallplatten-Studio; in dem er mit seinem Orchester 8 Titel aufnahm, die alle veröffentlicht wurden. Das elfköpfige Ensemble hatte mit Tommy Ladnier und Gene Sedric zwei später recht berühmte Solisten in seinen Reihen, im Repertoire befanden sich auch schon Arrangements von Stücken des noch wenig bekannten Duke Ellington. Da die Wooding-Band letztlich erst einige Zeit später (eben aufgrund ihres großen Erfolges in der Alten Welt) in signifikantem Ausmaß Plattenaufnahmen einzuspielen begann, ist es schwer einzuschätzen, was der junge Berliner genau gehört haben mag; doch legen Aussagen von Zeitgenossen nahe, dass es sich um eine relativ kompetente frühe Big Band im Stil von Fletcher Hendersons Orchester gehandelt haben dürfte. Das Erlebnis bewegte jedenfalls Lion tief („Es war der Beat – er fuhr mir direkt in die Knochen“) und stellte für ihn die Initialzündung einer „lebenslangen Liebesaffäre mit dem Jazz“ dar. Einige Jahre später soll er von seiner ersten, recht abenteuerlich verlaufenen Geschäftsreise in die USA mit annähernd 300 Schellackplatten nach Berlin zurückgekehrt sein.

## Flucht vor dem NS-Regime
Als Jude sah sich Lion gezwungen, Nazideutschland den Rücken zu kehren. Zunächst floh er mit seiner Mutter nach Chile, bevor ihm irgendwann in der Zeit zwischen 1936 und 1938 – hier widersprechen sich die Angaben – die Einwanderung in die USA gelang, wo er alsbald mit seinem Kompagnon Max Margulis in einem kleinen Büro in der New Yorker West 47th Street die Gründung eines neuen Jazzlabels in Angriff nahm.
Alfred Lions Jugendfreund Frank (Francis) Wolff, einem gelernten Fotografen aus wohlhabender Berliner Familie, gelang Mitte 1939 ebenfalls die Flucht in die USA. Er wurde Lions wichtigster Partner bei Blue Note, und die suggestive Kombination der beiden Namen trug sicher nicht wenig zum Mythos um das Duo bei – am deutlichsten wird dies in Lee Morgans Komposition The Lion and the Wolff auf dessen Platte Leeway von 1960.

## Die Anfänge von Blue Note

Logo von Blue Note Records

Die von Lion und Margulis ins Leben gerufene Plattenfirma hatte ihre erste Aufnahmesitzung schließlich am 6. Januar 1939. Unter den damals Beteiligten waren als prominenteste Musiker die beiden seinerzeit außerordentlich beliebten Boogie-Woogie-Pianisten Albert Ammons und Meade Lux Lewis anwesend. Der später so berühmt gewordene Slogan von Blue Note, The Finest in Jazz Since 1939, setzt damit die gesamte weitere Geschichte des Labels in Bezug zu dieser ersten Session. Erste Erfolge zeichneten sich bereits im folgenden Jahr 1940 ab: der Sopransaxophonist Sidney Bechet spielte für das Label eine Version von George Gershwins Song Summertime ein, die in den USA zu einem Jazzerfolg avancierte.

## Magere Jahre
Zwei Ereignisse versetzten jedoch dem ambitionierten Projekt Lions erhebliche Dämpfer. Das war zum einen der Kriegseintritt der USA nach dem japanischen Angriff auf Pearl Harbor am 7. Dezember 1941, die damit verbundenen Sonderabgaben im Entertainment-Bereich sowie die Rationierung des nunmehr knappen Rohstoffs für die Schallplattenproduktion, nämlich Schellack, und nicht zuletzt die eigene Einberufung zum Militärdienst. Zum zweiten verkündete die amerikanische Musicians’ Union 1942 ein Aufnahmeverbot für Instrumentalmusiker, den sogenannten recording ban, der knapp zwei Jahre lang in Kraft blieb und einem kleinen, auf Jazz spezialisierten Label die Arbeit so gut wie unmöglich machte. Lion jedoch war nicht bereit, zu resignieren, ganz im Gegenteil widmete er sich der Arbeit für das Label jetzt hauptberuflich und bezog mit seiner „Belegschaft“, zu der seine Frau Lorraine gehörte, sogar neue Büroräume in der Lexington Avenue 767. Während der gesamten 1940er Jahre blieb die finanzielle Situation von Blue Note äußerst prekär, sodass Max Margulis sich letztlich 1947 zum Rückzug gezwungen fühlte. Auch die zu Beginn der 1950er Jahre von den Major Labels propagierte Umstellung von 12-Zoll-Schellacks zur moderneren Langspielplatte war zunächst eine finanzielle Belastung für Blue Note, bevor man dieses Format ab ca. 1954 zum eigenen Vorteil zu nutzen lernte.

## Der Hard Bop und Blue Note: „a match made in heaven“
All dies erwies sich letztendlich aber als glückliche Fügung, da sich zeigte, dass die Zeiten für die Ästhetik von Blue Note gerade erst reif geworden waren. Der eben aufkommende neue Jazz-Stil, der heute als Hard Bop bezeichnet wird, traf Lions musikalischen Nerv in ungekannter Weise. Die äußerst eklektische Mischung verschiedenster, vor allem afro-amerikanischer Musikeinflüsse schien genau den Sound zu repräsentieren, den der Deutsche von Anfang an erstrebt hatte.
Musiker wie Art Blakey, Horace Silver, Lee Morgan oder Jackie McLean konnten von nun an auf Jahre hinaus ihre neuesten Projekte bei einem Label präsentieren, das von einem unerschütterlichen Enthusiasmus für genau diese Musikauffassung getragen war. Lions großzügige und seinerzeit ganz unerhörte Politik, den Musikern auch einige Probentage vor der eigentlichen Session zu bezahlen, zahlte sich dabei genauso sehr aus wie die „coole“ Fotoästhetik Wolffs, das visionäre Cover-Design von Reid Miles und die prägnante Soundvorstellung des Toningenieurs Rudy Van Gelder.

## Erfolg und Rückzug
Von etwa 1955 bis 1965 fungierte das Label der beiden deutschen Emigranten Lion und Wolff als das wesentliche „Sprachrohr“ vor allem der afro-amerikanischen Spielarten des Jazz. Besonders verdient machte sich gerade Lion mit seinem feinen Gespür für vielversprechende Musiker des damaligen „Nachwuchses“. Zu seinen Protégés zählten Musiker wie Jimmy Smith, Joe Henderson oder Freddie Hubbard, die teilweise schon Ende der 1960er Jahre zur Crème des Jazz-Establishments gehören sollten. Gelegentlich machte sich auch Lions Ehefrau Ruth, die Jazz-Sängerin war, für junge Talente stark – so etwa im Fall ihrer Kollegin Sheila Jordan. Bei allem Idealismus blieb Lion doch Realist genug, um einzusehen, dass seine kreative Firmenpolitik durch ein gewisses Maß an kommerziellem Erfolg unterfüttert werden musste. Auf diese Weise gelang es Blue Note sogar, mit einigen Single-Auskopplungen richtiggehende Chart-Erfolge zu lancieren. Zu Letzteren zählten vor allem Horace Silvers Song for My Father und Lee Morgans The Sidewinder. Dennoch empfand Lion nach eigener Aussage ein zunehmendes Unverständnis gegenüber neueren Strömungen im Jazz, das ihn letztlich dazu bewog, sich aus dem Musikbusiness zurückzuziehen. Die letzte von ihm produzierte Blue-Note-Session fand (mit dem Tenorsaxophonisten Stanley Turrentine als Bandleader) am 18. Juli 1967 statt.

## Persönlichkeit

Schild am 2012 eröffneten Alfred-Lion-Steg (Berlin)

Wie kaum ein anderer Plattenproduzent vor oder nach ihm stand Lion den von ihm geförderten Künstlern persönlich nahe. Seine eigene Vita mag ihn darin bestärkt haben, dem in den USA der Jahrhundertmitte allgegenwärtigen Rassismus die integrierende Kraft der Musik entgegenzusetzen. So grenzte es für ein vergleichsweise respektables Unternehmen in der Musikbranche ans Skandalöse, dass Lion die verantwortungsvolle Schlüsselposition des A&R (Artist and Repertoire)-Managers mit dem schwarzen Tenorsaxophonisten Ike Quebec besetzte. Dieser war darüber hinaus einer der engsten Freunde Lions, den der Tod des Musikers am 16. Januar 1963 in eine schwere persönliche Krise stürzte. Die Anekdoten um Lions Verhalten bei Aufnahmen sind Legion, wobei der starke deutsche Akzent in seinem Englisch eine wesentliche Rolle spielt. Dies wird in der legendenfreudigen Jazzwelt insofern überzogen, indem man Lion obendrein einen jiddischen Einschlag in seinem Sprechen andichtet, was bei ihm als deutsch-jüdischen Flüchtling nahezuliegen scheint, aber nur auf der Ähnlichkeit beider Sprachen beruht. Tatsächlich sprach Lion, wie die meisten modernen assimilierten Juden im Deutschland seiner Jugendzeit, so gut wie kein Jiddisch, sondern hatte, wenn überhaupt, einen leichten Berliner Tonfall.
Nichtsdestoweniger ist Lions Ceterum censeo, mit dem er seinen Künstlern die Hauptqualität eines guten Jazzstücks für seine Ohren wieder und wieder nahelegte, bis auf den heutigen Tag ein Klassiker als Schlagwort, auch unter Musikern, die viel zu jung sind, um ihn selbst kennengelernt zu haben: „It must schwing!“

## Privates
Er war von 1942 bis 1947 mit Lorraine verheiratet, der späteren Ehefrau von Max Gordon und Leiterin des Village Vanguard.

## Ehrungen
Am 8. November 2012 wurde eine nach Alfred Lion benannte Fußgängerbrücke im Berliner Bezirk Tempelhof-Schöneberg eröffnet. Der Alfred-Lion-Steg verbindet die Rote Insel, von der Lion stammte, mit dem Norden Tempelhofs.

## Zitat
Bereits in einer ersten Werbebroschüre publizierte Lion 1939 seine hochfliegenden Pläne mit Blue Note, die umso visionärer wirken, wenn man bedenkt, dass Jazz zu dieser Zeit noch kaum als künstlerisch relevante Musik akzeptiert wurde. Neben der Tatsache, dass Lion seinem Vorsatz durchaus treu geblieben ist, ist bemerkenswert, wie (trotz des an sich völlig korrekten Englisch) „deutsch“ oder zumindest „europäisch“ sein Gedankengang und seine Formulierung bleibt:

„Blue Note Records are designed simply to serve the uncompromising expressions of hot jazz or swing, in general. Any particular style of playing which represents an authentic way of musical feeling is genuine expression. By virtue of its significance in place, time and circumstance, it possesses its own tradition, artistic standards and audience that keeps it alive. Hot jazz, therefore, is expression and communication, a musical and social manifestation, and Blue Note records are concerned with identifying its impulse, not its sensational and commercial adornments.“

„(Blue Note setzt sich schlicht zum Ziel, den kompromißlosen Ausdrucksformen des Hot Jazz oder Swing allgemeines Gehör zu verschaffen. Jede besondere Spielweise, die ein authentisches musikalisches Gefühl darstellt, ist echter Ausdruck. Durch ihre Bedeutung in Raum, Zeit und den Umständen, denen sie entstammt, besitzt diese Musik eigene Tradition, künstlerische Wertmaßstäbe und ein Publikum, das sie lebendig hält. Daher bedeutet Hot Jazz Ausdruck und Kommunikation, eine musikalische und soziale Offenbarung, und Blue Note ist bestrebt, ihre eigentlichen Impulse aufzuzeigen anstelle marktschreierischer und kommerzialisierter Oberflächlichkeiten.)“

## Dokumentarfilme
- Julian Benedikt: Blue Note – A Story of Modern Jazz. Dokumentarfilm, Deutschland 1996.
- Eric Friedler: It Must Schwing – The Blue Note Story, Dokumentarfilm, Produzent: Wim Wenders, Deutschland 2018.[5]
- Sophie Huber: Blue Note Records: Beyond the Notes. Dokumentarfilm, Schweiz, 2018.